# 大叶赤车
大叶赤车（学名：Pellionia macrophylla）为荨麻科赤车属下的一个种。

## 扩展阅读
維基物種上的相關：大叶赤车